# Ка деј Брескандоли (Болоња)
Ка деј Брескандоли је насеље у Италији у округу Болоња, региону Емилија-Ромања.
Према процени из 2011. у насељу је живело 18 становника. Насеље се налази на надморској висини од 794 м.